# 戀戀★學生會
《戀戀★學生會》（こいこい★生徒会）是的日本漫畫作品。連載於ASCII Media Works雜誌《月刊Comic電擊大王》2009年1月號至2013年4月號。中文版由台灣角川代理發行。

## 故事簡介
五樂學園，是一所涵蓋幼稚園、國小、國中與高中的超大型學校。雖然學園是男女合校，但校舍分為男校舍及女校舍，平時男女分開上課，只有在社團活動時間才能夠前往異性校舍，因此學生們無不致力於社團活動，大大小小社團總數超過500個以上，由於社團過多，活動失序狀況嚴重。
五光加留多在國中時參加劍道社，因為社團中為了搭訕而加入的太多而對社團活動產生不滿，升上高中後決定不加入任何社團。某天，加留多在校舍後方森林裡撿栗子當晚餐的時候，無意間碰見學生會長羽集院岩槻，不知不覺間就被任命為學生會書記。

## 登場人物

### 五樂學園高中部學生會
五光 加留多
本作主角，高中一年級，學生會書記。身高不高，但胸部很大，L以下尺寸的制服胸前扣不住，不得不穿L的制服，並把制服袖子剪掉，改造成無袖制服。從幼稚園到高中都就讀五樂學園，因為家境不好而三餐不繼，每天都在校園深處的森林裡收集食材。
國中部參加劍道社，但因為討厭為了搭訕參加社團的男生而退社。升高中後原本決定不參加社團，卻被學生會長羽集院邀請加入學生會，擔任書記一職。
羽集院 岩槻
高中2年級，學生會長。平常總帶著面具、圍著圍巾，沒有人知道他的真面目。非常重視社團蓬勃發展導致秩序混亂的問題，以學生會執行部的力量盡力排除問題，為了強化學生會的實力而邀請加留多進入學生會。
曾經因為洗臉時，將面具隨手放在校慶的面具攤位架子上而弄丟而消沉，為此還差點被新聞社的人拍下素顏照登上報紙頭條，幸好後來加留多從面具攤位上把岩槻的面具買回來。拿下面具後會失去自信而變的畏畏縮縮，但是據加留多的目擊感想岩槻似乎長的蠻帥的。
竹內 一馬
高中2年生，學生會副會長。羽集院的有能部下，執行部的棟樑。
江戶屋 手鞠
高中2年生，學生會會計。在加留多加入學生會之前，是學生會唯一的女生。非常怕生。觀察力敏銳，但是沒有什麼朋友，被加留多稱讚時會臉紅，常常跟在加留多身邊。似乎不擅長自己洗澡。

### 拉麵社成員
櫻川 友
加留多10多年來的好友。原本是拉麵社的一員，在社團發生泡麵派、豚骨拉麵與醬油拉麵派的內部抗爭後，率領醬油拉麵派自立門戶。
社長
前拉麵社與分裂後的豚骨拉麵社社長。小友是因為喜歡社長才加入拉麵社，不過社長真正喜歡的是八橋（男性）。
八橋
豚骨拉麵社社員。喜歡小友才加入拉麵社，卻因為部長喜歡他而被小友冷落，此三角關係成為拉麵部分裂的導火線。

### 其他人物
羽集院 春日
學生會長的妹妹。曾經去澳洲留學過。
小松 月
高中1年生，參加捉迷藏社。
文化祭時擔任警備人員。

## 出版書籍
| 冊數 | ASCII Media Works | ASCII Media Works      | 台灣角川       | 台灣角川           |
| 冊數 | 發售日期          | ISBN                   | 發售日期       | ISBN               |
| ---- | ----------------- | ---------------------- | -------------- | ------------------ |
| 1    | 2009年7月27日     | ISBN 978-4-04-867978-7 | 2010年4月21日  | ISBN 9789862376362 |
| 2    | 2010年6月26日     | ISBN 978-4-04-868683-9 | 2010年10月31日 | ISBN 9789862378847 |
| 3    | 2011年5月27日     | ISBN 978-4-04-870533-2 | 2011年11月23日 | ISBN 9789862874516 |
| 4    | 2012年2月27日     | ISBN 978-4-04-886407-7 | 2012年9月14日  | ISBN 9789862879436 |
| 5    | 2013年5月27日     | ISBN 978-4-04-891572-4 | 2013年12月5日  | ISBN 9789863256120 |